# Prince of Persia: The Two Thrones
Prince of Persia: The Two Thrones je action-adventure videoigra koju je razvio i objavio Ubisoft. Objavljena je 1. prosinca 2005. godine. Igra je nastavak na Prince of Persia: Warrior Within igru koja je izašla godinu dana prije. Objavljena je za PlayStation 2, GameCube, Microsoft Windows, Xbox i Java (samo za mobilne telefone). Cenzurirana je i prebačena na PlayStation Portable i Wii, pod naslovom Prince of Persia: Rival Swords s Wii verzijom koja koristi funkciju senzora pokreta pokretača.
The Two Thrones posljednje je poglavlje trilogije Sands of Time, ali to nije bila zadnja igra koja je postavljena u svom kontinuitetu. Dvije izdvojene igre smještene između prethodnih poglavlja trilogije, Battles of Prince of Persia i Prince of Persia: The Forgotten Sands objavljene su, a prva je bila dostupna samo nekoliko dana nakon što su objavljena Two Thrones. 

## Radnja igre
Igra je smještena nakon događanja u igri Prince of Persia: Warrior Within, u kojoj Princ ubija Dahaku, spašava Kaileenu i sprečava stvaranje Pijeska vremena. Za razliku od prethodnih igara, priču pripovijeda Kaileena. Prinčeve odluke koje je donio u prošloj igri poremetili su vremensku liniju događaja. U originalnoj vremenskoj crti, Vezir i Maharadža putovali su na Otok vremena i pronašli pješčani sat ispunjen Pijeskom vremena. U modificiranoj vremenskoj crti pronalaze pješčani sat prazan. Budući da Vezir nikada nije pustio Sands of Time i borio se s Princom, on je još uvijek živ na početku ove igre. Farah, koja je pomagala Princu tijekom Sands of Time igre, nikada nije upoznala Princa.
Dok se Princ i Kaileena vraćaju u grad Babilon, smatraju da ga je razarao rat. Njihov je brod napadnut i uništen, a on i Kaileena isperu se na obalu. Princ se budi i promatra kako neprijateljski vojnici odvode Kaileenu. Princ se bori protiv neprijatelja dok ne dođe do palače gdje se suočava s Vezirom, koji ubija Kaileenu bodežom vremena, ponovno oslobađajući Pijesak. Vezir se potom nabije na njega i učini se besmrtnim. Princ je također pogođen, a u kožu mu je ugrađeno oružje nalik biču poznato pod nazivom Bodež, kada Sands zarazi ranu. Međutim, u zabuni nakon puštanja Pijeska, Vezir baci Bodež u stranu i Princ ga uspije ukrasti prije nego što ga Pijesak u potpunosti zarazi.
Princ pada u kanalizaciju i odvozi ga u predgrađe Babilona. Dok još jednom putuje gradom kako bi ubio vezira, otkrije da zaraza uzrokovana Pijeskovima vremena utječe na njegov um, što dovodi do alter ega zvanog Tamni Princ (glas Rick Miller), koji se očituje glasom unutar. Tamni Princ je hladan, okrutan, arogantan i sarkastičan; pokušava uvjeriti princa da se treba truditi služiti samo sebi, koristeći svoju osvetu kao katalizator za svoje druge osjećaje. U mnogim prilikama Tamni Princ preuzima kontrolu nad prinčevim tijelom i Princ se u potpunosti transformira u hibridno čudovište od pijeska sa sposobnostima koje omogućuju Princu da prođe inače nepremostive prepreke. Princ se trudi da njegova transformacija svima ostane tajna, što je najočitije kada je prisiljen pobjeći u kanalizaciju kad se počne transformirati nedugo nakon što ljudi svjedoče njegovoj pobjedi nad krupnom Klompom, generalom vezira, u areni u kojoj bili su zatvoreni.
Kasnije Princ susreće Farah (glas Helen King), koja je iznenađena da Princ zna njezino ime. Unatoč tome, par započinje s potpuno novom romansom, ali ne drži se lako kad utjecaj Tamnog Princa natjera Princa da djeluje agresivno i nerazumno, što Farah dovodi u pitanje njegov lik. Nakon što Farah krene spašavati žene u javnoj kući, a Princ se nakratko odijeli kako bi porazio Mahastiju, drugog generala od Vezira, Farah na kraju otkriva Princa preobraženog u Tamnog Princa nedugo nakon što je ubio Mahastiju, a njezino nepovjerenje u njega dolazi do glava. Pokušava se držati podalje od njega, a Princ sam nastavlja u grad.
Shvativši negativan utjecaj korupcije Tamnog Princa na njegov odnos s Farah, Princ odlučuje promijeniti svoj stav i počinje ignorirati Tamnog Princa. Odlučuje se boriti protiv patnje svog naroda, protiv koje je Tamni Princ uvijek govorio. Uz povremenu pomoć moći Tamnog Princa, Princ dolazi do kraljevske radionice i koristi kip svog oca kako bi razbio izlaz ljudima koji su zarobljeni u požaru, uključujući starca iz Ratnika iznutra, koji sada izražava nadu da će Princ moći spasiti svoje carstvo nakon što je u početku sumnjao u svoju sposobnost da promijeni sudbinu. Tada Princ progoni i pobjeđuje još dvojicu vezirovih generala, naoružanih mačem i sjekirom, dok se Farah vraća za kraj vremena da ih dokrajči. Zatim ih stjera u vezirovu pješčanu vojsku, ali spašavaju ih spašeni građani Babilona, mobilizirajući se kao neočekivana vojska koja stiže da se oduži Princu što ih je spasio. Prorezali su otvor kroz neprijateljske snage kako bi pomogli dvojici junaka da pobjegnu. 
Na kraju se ponovno okupljaju na ulazu u palaču, gdje se Princ ispričava Farah za prošli arogantan i bezobziran stav pod utjecajem Tamnog princa. Princ tada popravlja dizalo kako bi ih doveo do visećih vrtova palače. Dublje u vrtove, vezir zarobljava Farah i baca Princa u drevni zdenac, gdje se dugo tihi Tamni Princ ponovno pojavljuje i pokušava preuzeti trajnu kontrolu. Princ se očajnički pokušava oduprijeti moći, polako zalazeći dublje u zdenac tražeći bijeg, ali polako slabi. Na dnu bunara, princ naleti na mrtvo tijelo svog oca Sharamana. Tuguje za njim, uzimajući očev mač i prihvaćajući posljedice onoga što je učinio da napokon potisne sposobnost Tamnog Princa da kontrolira svoje tijelo. S novom odlukom da popravi stvari, Princ se bori pod zemljom i natrag u dvorane palače, prije nego što se popne na njegov masivni toranj da bi se konačno suočio s vezirom i oslobodio Farahu.
Na vrhu tornja palače, Princ se sučeljava i ubija Vezira bodežom vremena. Pijesci se oslobađaju Vezira i njegovih vojnika koji polako umiru. Vidjevši to, narod Babilona se raduje. Sands ima oblik Kaileene koja liječi prinčevu infekciju i uništava Bodež vremena. Kaže da ovaj svijet nije bio namijenjen njoj, ali postojat će i drugi svjetovi za nju gdje će naći svoje mjesto. Kaže Princu da je slobodan i da je njegovo putovanje na kraju i nestaje. Dok Princ pronalazi Sharamanovu krunu, Tamni Princ je uzima i govori mu da će sve što princ posjeduje s pravom biti njegovo i namamiti princa u njegov um, gdje se njih dvoje bore sve dok Princ ne napusti svoju sjenu uz pomoć Farahova glasa. Igra završava tako što Farah pita kako Princ zna njezino ime, a princ odgovara prepričavanjem priče o svom prvom iskustvu s Pijescima vremena u Prince of Persia: The Sands of Time.

## Igra
Igra kombinira istraživanje i borbu. Oba elementa koriste Prinčevu akrobatsku sposobnost i okretnost. Tijekom većeg dijela igre igrač mora pokušati preći palaču trčeći preko zidova, uspinjući se ili spuštajući se ponorima skačući naprijed-natrag između zidova, izbjegavajući zamke, penjajuće konstrukcije i skačući s platforme na platformu, čineći druge vrste dobro tempiranim. skače, rješavajući zagonetke i koristeći otkrivene predmete za napredak. Postoji i nekoliko sljedova na tračnicama u kojima Princ mora voziti kočija dugom dionicom ceste opasnom brzom brzinom, zahtijevajući od igrača izbjegavanje prepreka i odbijanje neprijatelja na putu.
Tijekom borbe, mnogi od istih poteza vitalnih za igrača u drugim situacijama mogu se koristiti za nadvladavanje neprijatelja. Primjer je sposobnost Princa da skače sa zidova kako bi odlučno udario neprijatelje. Igrač obično napada neprijatelje i blokira pomoću bodeža, iako se drugi predmeti ili čimbenici, poput Bodeža vremena i njegovih sposobnosti upravljanja vremenom, na kraju pokazuju presudnima za pobjedu. Bodež vremena također se može nadograditi onemogućavanjem "pješčanih vrata" koja neprijatelji mogu koristiti za pozivanje pojačanja, što će povećati broj naboja pijeska koje može zadržati za svoje moći i na kraju otključati dvije nove sposobnosti koje troše više naboja pijeska radi oštećenja ili oštećenja. uništiti više neprijatelja odjednom. Nastavljajući stil borbe slobodnog oblika koji se koristi u Warrior Within, Princ također može dobiti sekundarno oružje od poraženih neprijatelja ili nosača oružja i koristiti ga u borbi s dvostrukim mačevima, s tim da većina oružja ima ograničenu trajnost i postaje neupotrebljivo nakon određene količine pogodaka ili nakon što su bacaju se kao projektili ili bacaju kad se Princ pretvori u Tamnog Princa. Wii verzija porta 2007, Rival Swords, provodi napade generičkim podrhtavanjima Wii Remote-a i Nunchuka, pri čemu prvi zamahuje bodežom, a drugi zamahom opremljenim sekundarnim oružjem.
U igri The Two Thrones, Prinčeve su se akrobatske vještine poboljšale i sada se, između ostalog, može lansirati sa zidova pod kutom od 45 stupnjeva na strateški postavljenim vertikalnim kapcima, spustiti se niz kanale i uravnotežiti na ljuljajućim stupovima. Dizajneri su također poboljšali stealth sustav. Umjesto da samo može nanijeti veću štetu prilikom udaranja, a da vas nitko ne vidi, igra koristi sustav za brzo ubijanje kako bi pružio jednu priliku za trenutni poraz neprijatelja ili dva. Da bi to uspio, igrač mora pritisnuti gumb za napad u određeno vrijeme (s brojem potrebnih pogodaka i intervalima između svakog napadačkog znaka, ovisno o cilju); ako to ne učini, meta će odbaciti Princa. Isti sustav također je sastavni dio nanošenja štete u nekim šefovskim bitkama. Napadi na neprijatelje sadrže grafičke efekte nasilja koji se mogu prebaciti u izborniku opcija u igri, ali se uklanjaju u suparničkim mačevima.
Princ također razvija podijeljenu osobnost, poznatu kao Tamni Princ, i ovaj se alter ego neprestano prepire s njim u mislima o dobrom i zlom kao većini unutarnjeg glasa većinu vremena. U određenim vremenima, Princ će se automatski i fizički transformirati u Tamnog Princa, što igrač ne može učiniti po svojoj volji. U to doba, međutim, Princ zadržava kontrolu nad svojim tijelom, a igrač još uvijek ima kontrolu nad likom. Kada kontrolira Tamnog Princa, igrač gubi sposobnost rukovanja sekundarnim oružjem, umjesto da koristi "Daggertail", bič s oštricom stopljen s rukom. Ovo posebno oružje može sekuti neprijatelje na srednjem dometu i presudno je za izvlačenje blokova iz zidova i hvatanje uz baklje ili visoke šipke kako bi prešli dugačke praznine. Tamni Princ također konstantno gubi zdravlje kao rezultat polutransformacije, s konačnom smrću od gubitka. Vraća se punom zdravlju kad god sakupi pijesak, bilo od čudovišta ili od predmeta. Također, njegov Daggertail ima drugačiju shemu kontrole brzih ubijanja, u kojoj igrač opetovano pritiska tipku za napad kako bi ovim oružjem otpio glave svojih žrtava (ili ih zadavio ako su efekti krvi onemogućeni). Princ će se vratiti u normalu korakom u vodu, što se ne može izbjeći.
Tijekom igre Princ može pronaći do šest razgranatih bočnih putova kako bi zaradio nadogradnju zdravlja, kao i zaraditi pijesak za otključavanje konceptne umjetnosti prikupljanjem pijeska, uništavanjem sanduka s pijeskom i onemogućavanjem pješčanih vrata u cijelom gradu. Princ može oporaviti zdravlje samo pijući vodu iz određenih područja ili na spasonosnim fontanama, ali također može u potpunosti oporaviti zdravlje kada se presvuče na i s Tamnog Princa. Ako Princ ili Tamni Princ umru od gubitka zdravlja, nezgode kočija ili smrtnog pada, a igrač ne može ili ne želi upotrijebiti moć opoziva bodeža da preokrene svoju smrt, igra se nastavlja od posljednje spasilačke fontane koju je koristio ili od kontrolne točke koju je prošlo, s nekoliko potonjih prisutnih između većine spasonosnih fontana.

## Neprijatelji
- Zurvan (Vizir)
- Generali
  - Mahasti
  - Klompa
  - Ratnici Blizanci
    - Mač Blizanac
    - Sjekira Blizanac
- Kameni Čuvar
- Čuvar Pješčanih Vrata
- Tamni Princ
- Skiti
- Skiti Mačevac
- Skiti Strijelac
- Thrall
- Kameleon
- Gonič Lovac
- Iluzija
- Tamni Reptus

## Vanjske poveznice
- Službena web stranica Princa Perzije
- Web stranica izdavača igre